# Pedro Calderón de la Barca

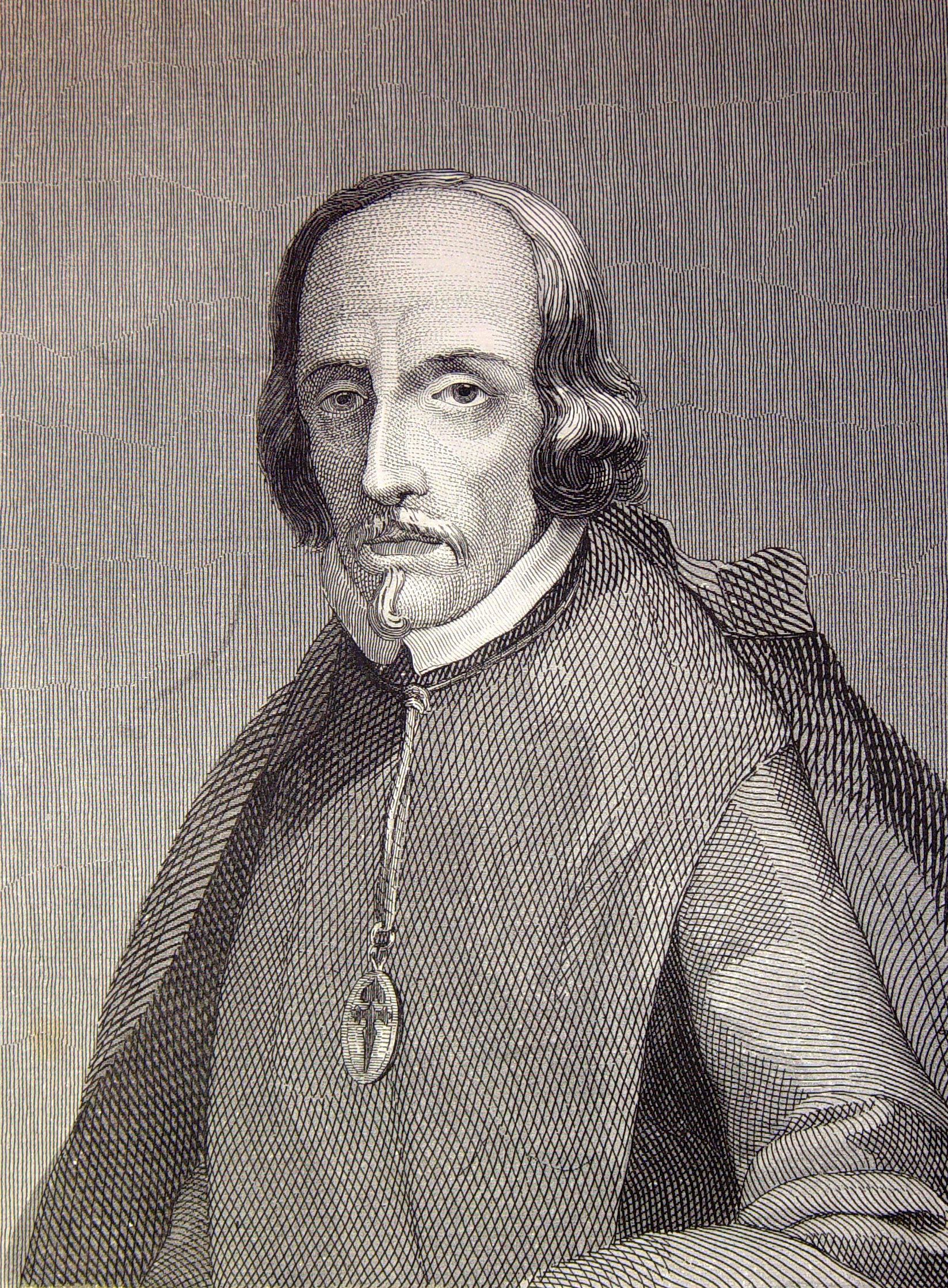
Pedro Calderón de la Barca.

Pedro Calderón de la Barca, född 17 januari 1600 i Madrid, död 25 maj 1681, var en betydelsefull dramatiker från Spaniens gyllene tidsålder.

## Biografi
Pedro Calderón de la Barca föddes i Madrid, och var genom sin moder av flamländskt ursprung. Hon avled när han var tio år, och hans fader, som var sekreterare, dog fem år senare. Pedro gick i jesuitskola, Collegio Imperial de Madrid, vad det verkar, för att låta prästviga sig, men började sedan studera rättsvetenskap vid universitetet i Salamanca.
Mellan 1620 och 1622 vann Calderón poesitävlingar, och han debuterade som dramatiker 29 juni 1623 med Amor, honor y poder; samma år tillkom ytterligare två skådespel, La selva confusa och Los Macabeos. Under de följande åren författade Calderón omkring 200 dramer, de flesta sekulära berättelser avsedda för kommersiellt framförande.
När Lope de Vega avled 1635, fick Calderón erkännande som Spaniens främsta levande dramatiker. Även hovet tilltalades av honom, och han dubbades till riddare av Santiagoorden av Filip IV av Spanien. 
Calderón fick en son, troligen med en älskarinna, och av något skäl överlät han vårdnaden av barnet till sin brorson; sannolikt hade modern dött. 1650 inträdde han i franciskanerorden, och prästvigdes året därefter. Hans dramer efter detta har ofta en religiös prägel med mystiska element, men han fortfor att skriva sekulära skådespel. Trots att några av hans dramer förbjöds av inkvisitionen, blev han utnämnd till hovpredikant, och förblev i den befattningen när kungen efterträddes på tronen. Han synes trots sin stora framgång, ha levt sina sista år under blygsamma förhållanden.

## Författarskap

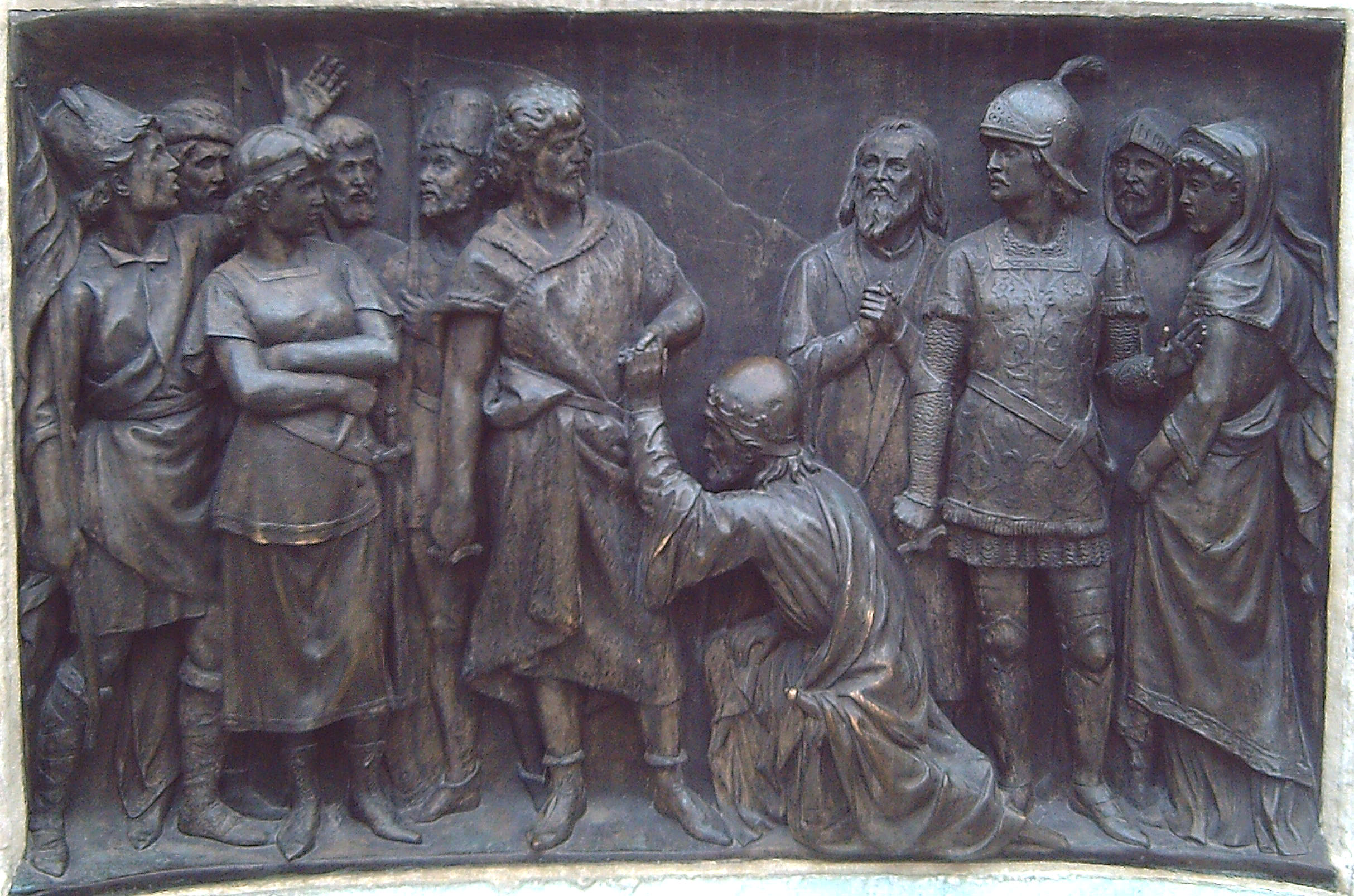
Scen ur Livet en dröm. Detalj från monument i marmor och brons av Joan Figueras Vila, Plaza de Santa Ana, Madrid.

Calderón, som anses vara en av barockens främsta företrädare, är framför allt känd för sina autos sacramentales, eller autos, vilket är en samlingsbeteckning för mysteriespel, mirakelspel och moraliteter, och har anor sedan medeltiden. Med denna genre anknyter han öppet till det kyrkliga dramat, men är samtidigt något påverkad av commedia dell' arte. Det finns omkring 70 autos bevarade, samtliga enaktare. Kännetecknande för den tradition som Calderón för vidare med denna genre, är att den antikdyrkan som samtidigt florerade i Italien och Frankrike mer eller mindre saknas, liksom tankeströmningar som hör till humanismen.
Men Calderóns rikliga produktion spänner över de flesta dramagenrer som dåtiden kände till: komedier, tragedier, reciterade och sjungna skådespel, realistiska historiska dramer och mytologiska spel. Dramerna är såsom barockens estetik kräver, strikt formbundna, skrivna på rimmad vers, och förebådar det franskklassiska dramat. Det finns omkring 120 dramer bevarade. Med sina existentiella frågeställningar kom han att utöva inflytande på bland andra Franz Grillparzer, Hugo von Hofmannsthal och Jean-Paul Sartre.
Till svenska har hans treaktare Livet en dröm översatts ett flertal gånger, bland annat av Erik Blomberg. Detta drama är också ojämförligen hans mest berömda internationellt sett; till tyska finns en berömd översättning av August Wilhelm Schlegel. Den utspelar sig i Polen, där kung Basilio har låtit fängsla sin son kronprins Sigismund. Uppeggad av den androgyna damen Rosaura beslutar sig Sigismund för att hämnas, men ångrar sig slutligen då han finner att livet endast är en dröm. Han försonas då med sina forna fiender, däribland sin fader. Hedersmotivet som finns i dramat går som en röd tråd genom hans författarskap. 
Ett drama Calderón skrev inställdes 1656, eftersom drottning Kristina framträder i huvudrollen.

## Bibliografi (urval)

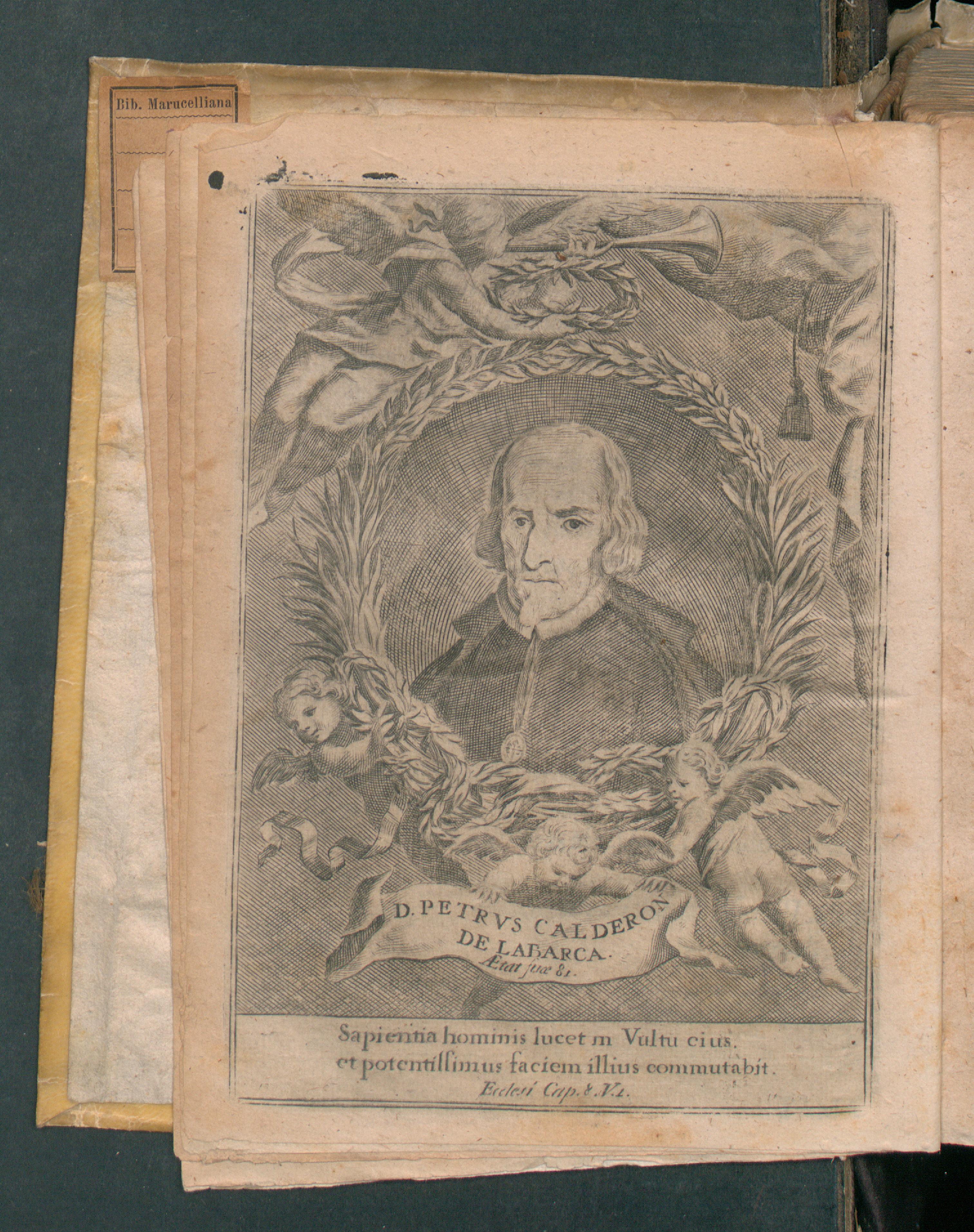
Comedias verdaderas, 1726.